# Åmma naturreservat
Åmma är ett naturreservat i Olofströms kommun i Blekinge län.
Reservatet är skyddat sedan 1997 och omfattar 63 hektar. Det är beläget söder om Fridafors och sträcker sig västerut från Mörrumsån.

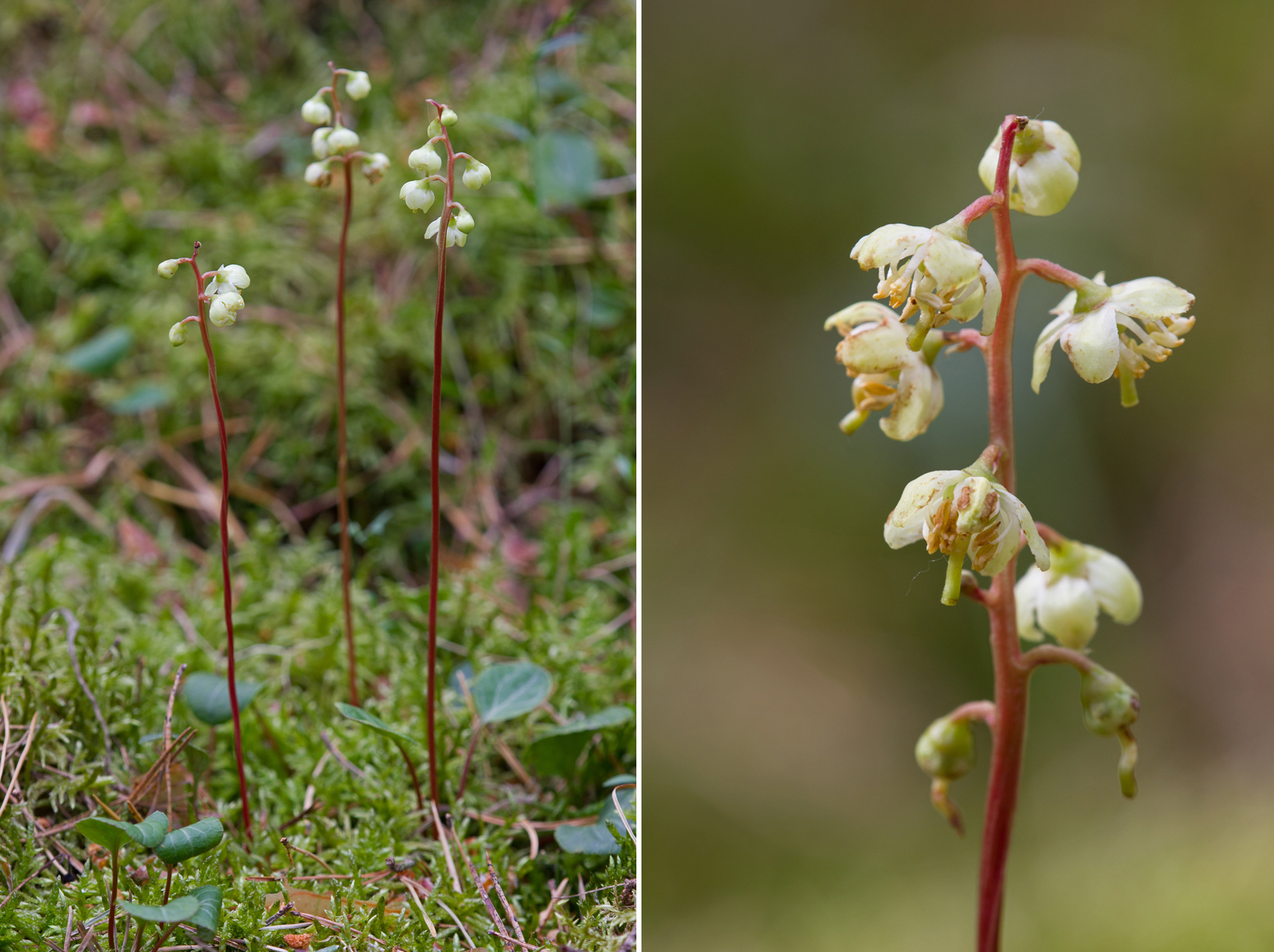
Grönpyrola

Större delen av reservatet består av barrskog som betas av nötboskap. Där finns även inslag av tall och lövträd. I den luckra skogen i de mjuka mossmattorna kan man stöta på grönpyrolan eller orkidén knärot. Hela 185 olika svamparter har hittats i området. Vid ån finns åkrar, betesmarker, odlingsrösen och hamlingspräglade askar.
Naturreservatet ingår i EU:s ekologiska nätverk, Natura 2000. 